# Colorado-Streifenhörnchen
Das Colorado-Streifenhörnchen (Tamias quadrivittatus, Syn.: Neotamias quadrivittatus) ist eine Hörnchenart aus der Gattung der Streifenhörnchen (Tamias). Es kommt in den amerikanischen Bundesstaaten Utah, Colorado, Arizona, New Mexico und Oklahoma vor.

## Merkmale
Das Colorado-Streifenhörnchen erreicht eine durchschnittliche Kopf-Rumpf-Länge von etwa 12,5 bis 13,0 Zentimetern, die Schwanzlänge beträgt etwa 10,0 Zentimeter und das Gewicht etwa 45 bis 70 Gramm. Die Rückenfarbe ist Rot- bis Zimtbraun und wie bei anderen Arten der Gattung befinden sich auf dem Rücken mehrere dunkle Rückenstreifen, die durch hellere Streifen getrennt und gegenüber den Körperseiten abgegrenzt sind. Der Kopf ist rötlich braun bis zimtbraun, teilweise mit grauer Einfärbung. Auf dem Kopf befinden sich zwei weiße bis cremeweiße Streifen, zwischen denen ein dunkler bis schwarzer Streifen durch das Auge verläuft. Hinter den Ohren befindet sich häufig ein grauer Postaurikularfleck. Der mittlere Rückenstreifen ist dunkelgrau bis schwarz, die beiden weiter außen liegenden dunklen Streifen sind in der Regel etwas heller. Die hellen Streifen sind weiß bis cremeweiß oder sandfarben. Die Hüften und die Füße sind ockerfarben bis zimtfarben, der Bauch ist weiß bis cremeweiß.

## Verbreitung

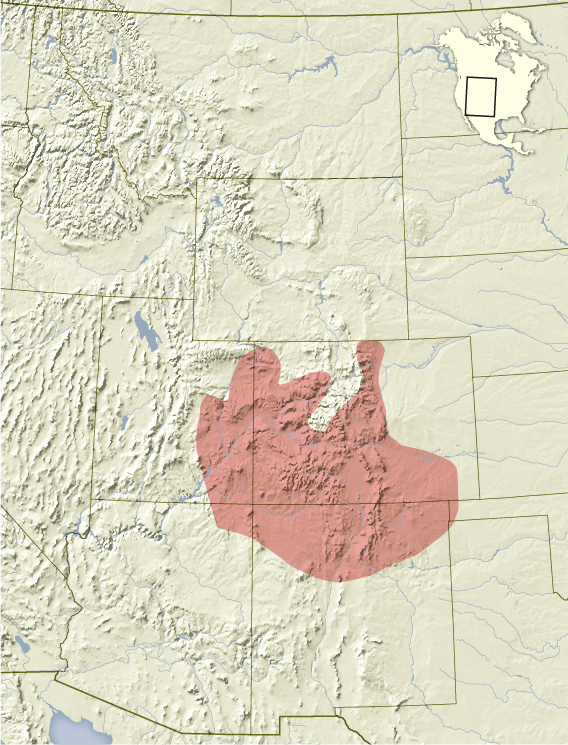
Verbreitungsgebiet des Colorado-Streifenhörnchens

Das Colorado-Streifenhörnchen kommt im östlichen Utah, großen Teilen von Colorado, dem nordöstlichen Arizona, dem nördlichen New Mexico und dem äußersten Nordwesten von Oklahoma vor.

## Lebensweise
Colorado-Streifenhörnchen leben vor allem in steinigen Lebensräumen mit Nadelholz- und Gebüschvegetation. Häufig lebt es in Kiefern-Wacholder-Beständen, Eichengebüschen, Beständen der Gelb-Kiefer (Pinus ponderosa) und Fichten-Kiefer-Beständen.
Die Art ist tagaktiv mit Hauptaktivitäten am frühen Morgen und am späten Nachmittag. Sie ist primär bodenlebend, kann jedoch auch in Bäume und Gebüsche klettern. Die Tiere ernähren sich vor allem herbivor von Samen und Früchten der Gräser, Büsche und Bäume. Dabei stellen Samen die Hauptnahrungsquelle dar, hinzu kommen andere Pflanzenteile sowie Insekten und kleine Wirbeltiere als ergänzende Nahrung. Sie nehmen die Nahrung in die Backentaschen auf und legen Nahrungsspeicher in Felsspalten oder in ihren unterirdischen Nestkammern an. Wahrscheinlich überwintern die Hörnchen nicht und können das gesamte Jahr über – je nach Wetterlage – aktiv sein. Einzelne Individuen bleiben allerdings bei schlechterem Wetter im Nest und halten eine Winterruhe. Das Territorium der Tiere umfasst durchschnittlich eine Fläche von 2,7 ha. Die Nester werden in Felsspalten, unter Steinen oder im Boden angelegt.
Die Paarungszeit liegt bei dieser Art im April bis Mai, im Süden des Verbreitungsgebietes kann es auch zwei Paarungsperioden im Februar und danach nochmal im Juli geben. Die Tragzeit beträgt etwa 30 Tage und die Jungtiere der Regionen mit einer Fortpflanzungsphase pro Jahr werden im Mai bis Juni geboren. Die Jungtiere werden nach sechs bis sieben Wochen entwöhnt und verlassen das mütterliche Nest im Herbst.
Im größten Teil des Verbreitungsgebietes kommt die Art sympatrisch mit anderen Streifenhörnchen wie dem Felsenstreifenhörnchen (Tamias dorsalis), dem Kleinen Streifenhörnchen (Tamias minimus), dem Hopi-Streifenhörnchen (Tamias rufus) und dem Uinta-Streifenhörnchen (Tamias umbrinus) vor. Weniger als ein Drittel der Tiere überleben die Überwinterung. Als Kleinsäuger werden die Tiere von verschiedenen Raubtieren wie Mardern, Katzen und Hunden sowie Greifvögeln und Schlangen erbeutet. Bei Bedrohung fliehen die Tiere in Felsspalten, in ihr Nest oder in die Vegetation. Als Alarmrufe stoßen sie dann laute „chips“ und Pfeiflaute aus.

## Systematik

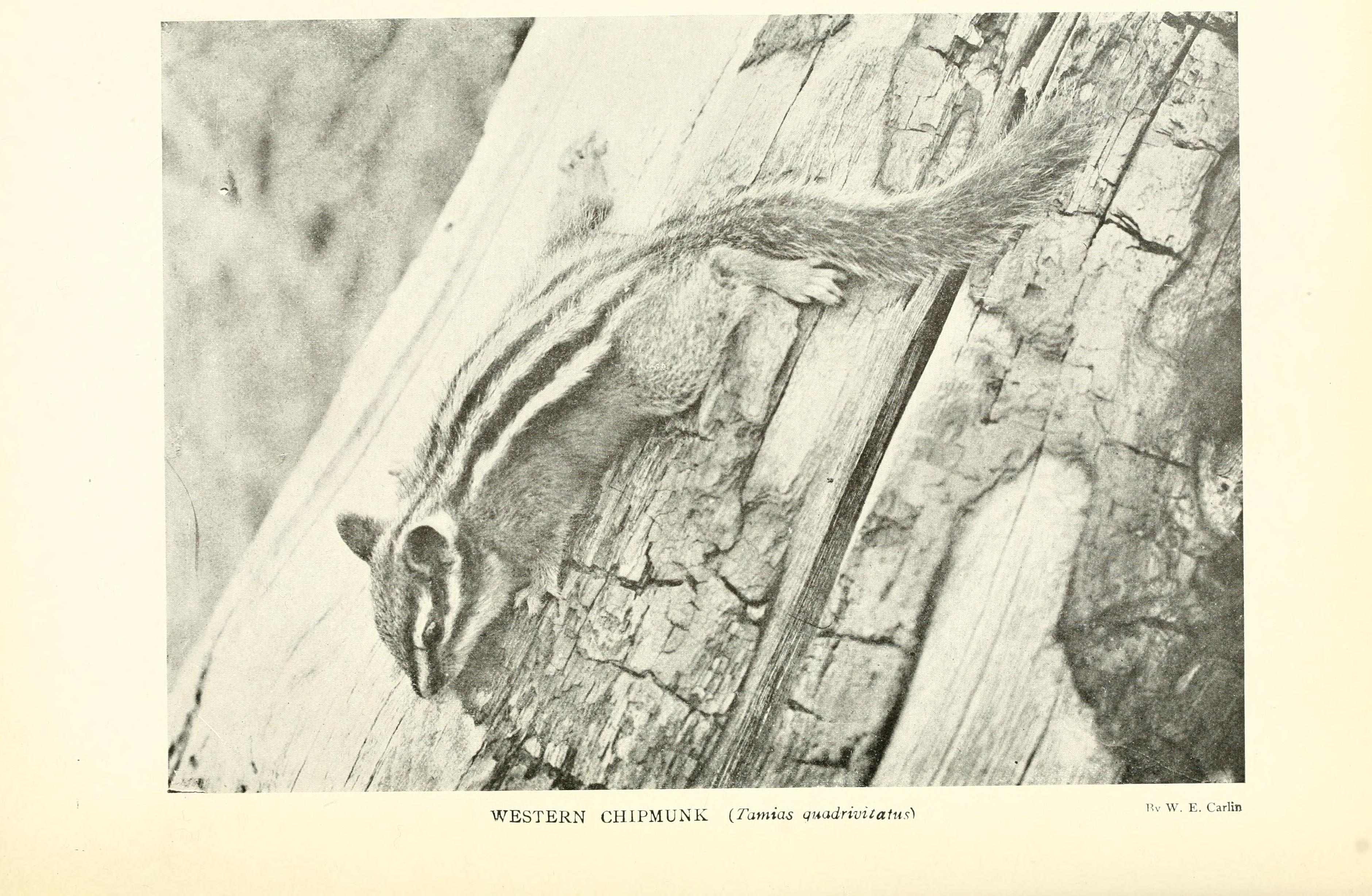
Colorado-Streifenhörnchen, Fotografie aus einem Naturführer, 1902

Das Colorado-Streifenhörnchen wird als eigenständige Art innerhalb der Gattung der Streifenhörnchen (Tamias) eingeordnet, die aus 25 Arten besteht. Die wissenschaftliche Erstbeschreibung stammt von dem amerikanischen Naturforscher Thomas Say aus dem Jahr 1823, der es als Sciurus quadrivittatus anhand von Individuen vom Arkansas River nahe Cañon City, Colorado, beschrieb. Innerhalb der Streifenhörnchen wird das Colorado-Streifenhörnchen gemeinsam mit den meisten anderen Arten der Untergattung Neotamias zugeordnet, die auch als eigenständige Gattung diskutiert wird. Teilweise wurde das Hopi-Streifenhörnchen (Tamias rufus) als Unterart betrachtet, dieses stellt jedoch aktuell eine eigenständige Art dar.
Innerhalb der Art werden gemeinsam mit der Nominatform drei Unterarten unterschieden:
- Tamias quadrivittatus quadrivittatus: Nominatform; kommt im gesamten Verbreitungsgebiet der Art mit Ausnahme des südlichen Bereichs in New Mexico vor.
- Tamias quadrivittatus australis: lebt im süd-zentralen New Mexico in den Organ Mountains. Die Form ist grauer als die Nominatform und die Oberseite der Füße ist Grau-Braun.
- Tamias quadrivittatus oscuraensis: im zentralen New Mexico in den Oscura Mountains. Es handelt sich um die kleinste Unterart. Die Körperseiten sind rötlich braun und auch die Oberseite der Füße ist deutlich mehr Rotbraun.

## Status, Bedrohung und Schutz
Das Colorado-Streifenhörnchen wird von der International Union for Conservation of Nature and Natural Resources (IUCN) als „nicht gefährdet“ (Least Concern, LC) eingestuft. Begründet wird dies durch das relativ große Verbreitungsgebiet von mehr als 20.000 km2 und das regelmäßige Vorkommen, bestandsgefährdende Risiken sind nicht bekannt.

## Belege
1. 1 2 3 4 5 6 7  
Richard W. Thorington Jr., John L. Koprowski, Michael A. Steele: Squirrels of the World. Johns Hopkins University Press, Baltimore MD 2012, ISBN 978-1-4214-0469-1, S. 333–334.
2. 1 2  
Neotamias quadrivittatus in der Roten Liste gefährdeter Arten der IUCN 2015.4. Eingestellt von: A.V. Linzey, NatureServe (G. Hammerson), 2008. Abgerufen am 18. Juni 2016.
3. 1 2  
Troy L. Best, Stephanie L. Burt, Jarel L. Bartig: Tamias quadrivittatus. (Memento vom 15. März 2016 im Internet Archive) (= Mammalian Species. Nr. 466), 1994.
4. 1 2 3  
Tamias (Neotamias) quadrivittatus In: Don E. Wilson, DeeAnn M. Reeder (Hrsg.): Mammal Species of the World. A taxonomic and geographic Reference. 2 Bände. 3. Auflage. Johns Hopkins University Press, Baltimore MD 2005, ISBN 0-8018-8221-4.
5. ↑  
Bruce D. Patterson, Ryan W. Norris: Towards a uniform nomenclature for ground squirrels: the status of the Holarctic chipmunks. In: Mammalia. Band 80, Nr. 3, Mai 2016, S. 241–251, doi:10.1515/mammalia-2015-0004.